# Francisco de Paula Lacerda de Almeida
Francisco de Paula Lacerda de Almeida (1850 — 1943) foi um jurista, professor e político brasileiro.
Formado na Faculdade de Direito do Recife em 1872, trabalhou como advogado e juiz no Rio Grande do Sul.
Foi eleito deputado estadual, à 21ª Legislatura da Assembleia Legislativa do Rio Grande do Sul, de 1891 a 1895.
Foi lente catedrático de Direito Civil e bibliotecário da Faculdade Livre de Direito do Rio de Janeiro, além de autor de artigos e livros jurídicos. Participou da comissão revisora do projeto de código civil de Clóvis Beviláqua. Católico, fez parte do Centro Dom Vital, "considerado o principal centro intelectual do catolicismo brasileiro" até a criação da PUC-Rio.